# Gittersee
Gittersee is een stadsdeel in het zuiden van de Duitse stad Dresden, in de deelstaat Saksen. Gittersee ligt aan de rand van de stad en werd op 1 juli 1945 door Dresden geannexeerd. Gittersee was bekend vanwege de winning van uranium.

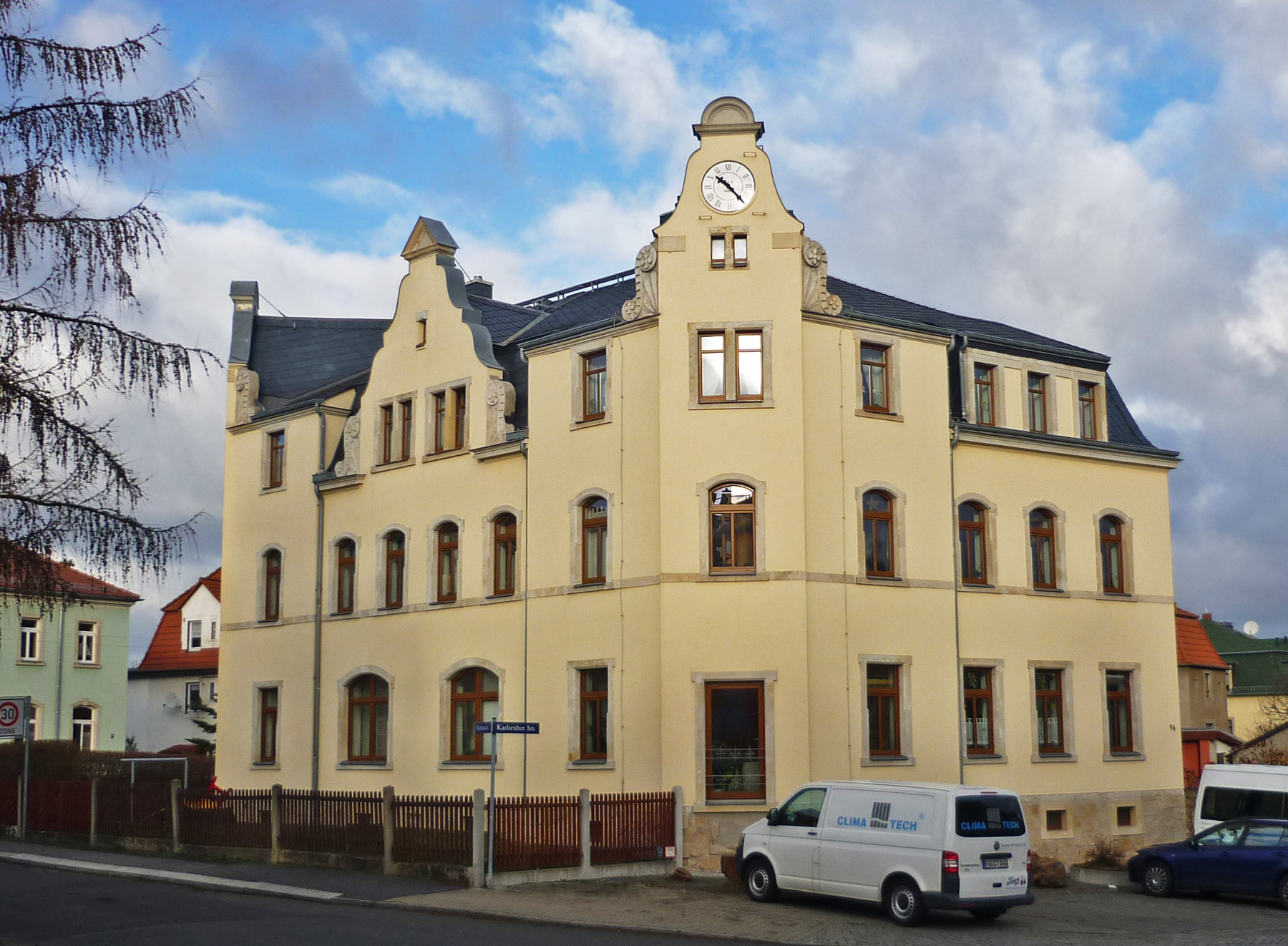
Het voormalige raadhuis van Gittersee